# کاناگاوا-کو، یوکوهاما
کاناگاوا-کو (به لاتین: Kanagawa-ku) یک منطقهٔ مسکونی در ژاپن است که در یوکوهاما واقع شده‌است. کاناگاوا-کو ۲۳٫۸۸ کیلومتر مربع مساحت و ۲۳۰٬۴۰۱ نفر جمعیت دارد.